# Free Enterprise III (navire)
Le Free Enterprise III est un ferry construit en 1965 par les chantiers I.C.H. Holland, Werf Gusto Yard de Schiedam. Il est mis en service le 21 juillet 1966 pour la compagnie Townsend Thoresen.

## Histoire
Le Free Enterprise III est un ferry construit en 1965 par les chantiers I.C.H. Holland, Werf Gusto Yard de Schiedam. Il est mis en service le 21 juillet 1966 pour la compagnie Townsend Thoresen. Il effectue alors la traversée entre Douvres et Calais. En mai 1967, il heurte un pétrolier chargé de produits chimiques. En 1981, il est affrété par la compagnie Sealink (en). Le 10 mai 1982, un incendie se déclare dans sa salle des machines. Bien que maîtrisé, le sinistre impose le désarmement du navire à Southampton.
En juillet 1984, le ferry est vendu à la compagnie Mira Shipping Co. qui le renomme Tamira. Le 19 octobre 1984, il est à nouveau vendu. Le nouveau propriétaire, la compagnie Isle Of Man Steam Packet, le rebaptise Mona's Isle. Il est envoyé aux chantiers Clyde Dock Engineering afin d'être rénové, mais les rampes installées ne correspondent pas à celles demandées. Le problème est résolu l'année suivante, lorsque le navire reçoit de nouvelles rampes d'accès, mais il est désarmé à Birkenhead le 7 octobre 1985 et mis en vente.
La compagnie Hasan Sadaka Hitta le rachète le 14 mars 1986 et le renomme Al Fahad. Il est alors mis en service entre Jeddah et Suez. Le 16 novembre 1990, il perd son gouvernail et endommage une de ses hélices. Remorqué jusqu'à Suez, il n'est remis en service qu'un mois plus tard. Le 20 décembre 1992, il heurte le ferry Mecca I dans le port de Suez. Il est désarmé dans ce même port le 22 juillet 1998. Il finit sa carrière en s'échouant au large de Jeddah en mars 2004.

## Sources
- (en) Cet article est partiellement ou en totalité issu de l’article de Wikipédia en anglais intitulé « MV Free Enterprise (1966) » (voir la liste des auteurs).
- (sv) L'histoire du Free Enterprise III sur www.faktaomfartyg.se
- (en) L'histoire du Free Enterprise III sur www.doverferryphotosforum.co.uk